# اندیس کرومیت کله پره
کرومیت کله پره یک اندیس فلزی است که در حوالی شهر زاهدان استان سیستان و بلوچستان قرار دارد و مادهٔ معدنی موجود در آن، کرومیت است.سنگ میزبان این اندیس پریدوتیتهای تکتونیزه آلتره است و دیرینگی آن به دوران کرتاسه بالایی می‌رسد. 